# Espais de moment i posició
En física i geometria, hi ha dos espais vectorials estretament relacionats, generalment tridimensionals però en general de qualsevol dimensió finita. L'espai de posició (també espai real o espai de coordenades) és el conjunt de tots els vectors de posició r a l'espai, i té unes dimensions de longitud ; un vector de posició defineix un punt en l'espai. (Si el vector de posició d'una partícula puntual varia amb el temps, traçarà un camí, la trajectòria d'una partícula.) L'espai de moments és el conjunt de tots els vectors del moment p que pot tenir un sistema físic; el vector moment d'una partícula correspon al seu moviment, amb unitats de [massa][longitud][temps] −1.
Matemàticament, la dualitat entre posició i impuls és un exemple de dualitat Pontryagin. En particular, si una funció es dona en l'espai de posicions, f(r), aleshores la seva transformada de Fourier obté la funció en l'espai de moment, φ(p). Per contra, la transformada de Fourier inversa d'una funció d'espai de moment és una funció d'espai de posició.
Aquestes quantitats i idees transcendeixen tota la física clàssica i quàntica, i un sistema físic es pot descriure utilitzant les posicions de les partícules constituents o els seus moments, ambdues formulacions proporcionen de manera equivalent la mateixa informació sobre el sistema en consideració. Una altra quantitat és útil per definir en el context de les ones. El vector d'ona k (o simplement " k -vector") té dimensions de longitud recíproca, el que el converteix en un anàleg de freqüència angular ω que té dimensions de temps recíproc. El conjunt de tots els vectors d'ona és k-espai. En general, r és més intuïtiu i més simple que k, encara que el contrari també pot ser cert, com en la física de l'estat sòlid.
La mecànica quàntica proporciona dos exemples fonamentals de la dualitat entre posició i moment, el principi d'incertesa de Heisenberg Δ x Δ p ≥ ħ /2 que afirma que la posició i el moment no es poden conèixer simultàniament amb precisió arbitrària, i la relació de Broglie p = ħ k que afirma el moment i el vector d'ona d'una partícula lliure són proporcionals entre si. En aquest context, quan és inequívoc, els termes "impuls" i "vector d'ona" s'utilitzen indistintament. Tanmateix, la relació de Broglie no és certa en un cristall.